# Herrarnas 200 meter ryggsim vid världsmästerskapen i kortbanesimning 2022
Herrarnas 200 meter ryggsim vid världsmästerskapen i kortbanesimning 2022 avgjordes den 18 december 2022 i Melbourne Sports and Aquatic Centre i Melbourne i Australien.
Guldet togs av amerikanska Ryan Murphy efter ett lopp på 1 minut och 47,41 sekunder. Silvret togs av Murphys landsman Shaine Casas och bronset togs av italienska Lorenzo Mora.

## Rekord
Inför tävlingens start fanns följande världs- och mästerskapsrekord:
|                   | Namn         | Nation     | Tid     | Ort                          | Datum            |
| ----------------- | ------------ | ---------- | ------- | ---------------------------- | ---------------- |
| Världsrekord      | Mitch Larkin | Australien | 1.45,63 | Sydney, Australien           | 27 november 2015 |
| Mästerskapsrekord | Ryan Lochte  | USA        | 1.46,68 | Dubai, Förenade arabemiraten | 19 december 2010 |

## Resultat

### Försöksheat
Försöksheaten startade klockan 12:03.
| Placering | Heat | Bana | Namn                        | Nationalitet   | Tid             | Noteringar      |
| --------- | ---- | ---- | --------------------------- | -------------- | --------------- | --------------- |
| 1         | 3    | 4    | Shaine Casas                | USA            | 1.49,46         | 0Q0             |
| 2         | 4    | 3    | Mewen Tomac                 | Frankrike      | 1.49,61         | 0Q0             |
| 3         | 4    | 4    | Ryan Murphy                 | USA            | 1.49,71         | 0Q0             |
| 4         | 4    | 5    | Lorenzo Mora                | Italien        | 1.49,79         | 0Q0             |
| 5         | 4    | 6    | Yohann Ndoye-Brouard        | Frankrike      | 1.50,12         | 0Q0             |
| 6         | 3    | 3    | Luke Greenbank              | Storbritannien | 1.50,34         | 0Q0             |
| 7         | 2    | 5    | Ryota Naito                 | Japan          | 1.50,78         | 0Q0             |
| 8         | 2    | 4    | Radosław Kawęcki            | Polen          | 1.50,97         | 0Q0             |
| 9         | 2    | 6    | Bradley Woodward            | Australien     | 1.51,46         |                 |
| 10        | 2    | 2    | Pieter Coetze               | Sydafrika      | 1.51,51         |                 |
| 11        | 3    | 2    | Ty Hartwell                 | Australien     | 1.51,95         |                 |
| 12        | 2    | 3    | Hugo González               | Spanien        | 1.52,02         |                 |
| 13        | 4    | 7    | Yakov Toumarkin             | Israel         | 1.53,03         |                 |
| 14        | 3    | 1    | Kane Follows                | Nya Zeeland    | 1.53,11         |                 |
| 15        | 2    | 7    | Tao Guannan                 | Kina           | 1.53,14         |                 |
| 16        | 3    | 8    | João Costa                  | Portugal       | 1.53,54         |                 |
| 17        | 3    | 7    | Kacper Stokowski            | Polen          | 1.53,88         |                 |
| 18        | 2    | 1    | Hayden Kwan                 | Hongkong       | 1.53,95         | 0NR0            |
| 19        | 4    | 1    | Yeziel Morales              | Puerto Rico    | 1.53,99         |                 |
| 20        | 4    | 2    | Armin Evert Lelle           | Estland        | 1.54,16         |                 |
| 21        | 4    | 8    | Kaloyan Levterov            | Bulgarien      | 1.55,98         |                 |
| 22        | 1    | 6    | Merdan Ataýew               | Turkmenistan   | 1.59,49         | 0NR0            |
| 23        | 1    | 4    | Abdellah Ardjoune           | Algeriet       | 1.59,78         |                 |
| 24        | 2    | 8    | Ratthawit Thammananthachote | Thailand       | 2.00,85         |                 |
| 25        | 3    | 5    | Javier Acevedo              | Kanada         | Diskvalificerad | Diskvalificerad |
| 25        | 1    | 2    | Bede Aitu                   | Cooköarna      | Startade inte   | Startade inte   |
| 25        | 1    | 3    | Chuang Mu-lun               | Taiwan         | Startade inte   | Startade inte   |
| 25        | 1    | 5    | Ziyad Saleem                | Sudan          | Startade inte   | Startade inte   |
| 25        | 3    | 6    | Daiki Yanagawa              | Japan          | Startade inte   | Startade inte   |

### Final
Finalen startade klockan 20:22.
| Placering | Bana | Namn                 | Nationalitet   | Tid     | Noteringar |
| --------- | ---- | -------------------- | -------------- | ------- | ---------- |
| 1         | 3    | Ryan Murphy          | USA            | 1.47,41 |            |
| 2         | 4    | Shaine Casas         | USA            | 1.48,01 |            |
| 3         | 6    | Lorenzo Mora         | Italien        | 1.48,45 | 0NR0       |
| 4         | 2    | Yohann Ndoye-Brouard | Frankrike      | 1.49,23 | 0NR0       |
| 5         | 7    | Luke Greenbank       | Storbritannien | 1.49,79 |            |
| 6         | 5    | Mewen Tomac          | Frankrike      | 1.49,93 |            |
| 7         | 8    | Radosław Kawęcki     | Polen          | 1.50,33 |            |
| 8         | 1    | Ryota Naito          | Japan          | 1.51,67 |            |